# عائلة الدجاني
عائلة الدجاني هي عائلة مقدسيّة، وقد أخذت شهرتها من اشتغال أبنائها في حقل العلم الشرعي والإفتاء والعمل العام والفكر والإهتمام بالتراث بسبب صدور فرمان من الباب العالي من السلطان سليمان القانوني عام 856 هـ الموافق لعام 1442، بإسناد الإشراف على نظارة مقام النبي داوود في القدس لعائلة الدجاني، حيث كلّف الشيخ أحمد الدجاني برعاية المقام، واستمر أبناؤه وأحفاده من بعده في الإشراف على وقف النبي داوود عليه السلام. وكان لهم عَلم خاص يُعلِّقونه في المسجد الأقصى عُرفَ باسم عَلم النبي داوود. وأول من حمل إسم الدجاني هو أحمد بن علي بن علاء الدين، وقد وُلد في دجانية من أعمال القدس الشريف خلال القرن الثامن الهجري الموافق الرابع عشر الميلادي، وقد عاش فترة من حياته في قرية دجانية بالقرب من القدس، ولما إرتحل عنها نُسِبَ إليها وظل يُعرَف بهذا الإسم هو وذريته.

## وقف عائلة الدجاني
حي النبي داود هو وقف لآل الدجاني، ويقع في الناحية الجنوبية من مدينة القدس خارج باب النبي داود، ويشتمل على مسجد ومقام يلاصقه دير يعرف بصهيون وعلّية يعتقد النصارى أنها جمعت العشاء السري الأخير. ويوجد في هذا الحي عدة مبان قائمة حتى الآن كمنزل موسى أبو السعود الدجاني، ومقبرة ومقام للنبي داود ومسجد، وكلها بنيت في قمة الجمال والروعة. وقد استمر آل الدجاني في رعاية مسجد وضريح النبي داوود حتى عام 1948، عندما استولت العصابات الصهيونية على حي النبي داوود في جبل صهيون وصادروا من المشرف على المسجد الشيخ محمد صدر الدين بن الشيخ كمال الدين الدجاني مفاتيح المسجد وحوَّلوه إلى كنيس يهودي بعد أن أزالوا منه جميع الآيات القرآنية الكريمة، كما صادروا من الشيخ محمد جمال الدجاني جميع محفوظاته من الوثائق التي تثبت عروبة الحي وإسلاميته، وبعد استيلاء اليهود على بقية القدس في عام 1967، استولت العصابات الصهيونية على الحي بالكامل، وسكن اليهود في البيوت والعقارات المنهوبة، وحاولوا تغير المعالم وتاريخ المكان.
يَنسِب الدجانيون أنفسهم إلى مكان بيت المقدس، لوجود قبر الشيخ محمد المنسي، الذي كتب عنه المؤرخ المقدسي عارف العارف أنه الأب الأول لعائلة دجاني، ربما لأن قبره موجود بالقرب من قبر داوود، ومع الوقت أصبحت تعرف كل منطقة جبل صهيون باسم حارة الدجانية أو حارة الداوودية. وحسب أقوالهم كانوا يمتلكون خمسين بيت في المنطقة. ممتلكات الوقف اشتملت على مزارع زراعية في قرى خارج القدس، كما أن أبناء عائلة الدجاني أنفسهم إشتروا أراضي قريبة من المكان وحّولوها لأملاك عامة وخاصة. وفي عام 1880 كان في الوقف 16 مدير من العائلة.

## نسب عائلة الدجاني
يذكر المؤرخ مصطفى الدبَّاغ في كتابه بلادنا فلسطين، أن عائلة الدجاني من العائلات المقدسية الذي يعود نسبهم إلى الحسين بن علي رضي الله عنهما. ويذكر المؤلف أن عائلة آل الدجاني تتوزع بين يافا والقدس وأن جد آل الدجاني المقدسيين إسمه بدر ومن أحفاده العالم الصوفي الشيخ أحمد بن علي بن ياسين المعروف بالإمام العالم العارف بالله الشيخ شهاب الدين الدجاني الشافعي المتوفى في القدس الشريف. ويشير المؤرخ نجم الدين الغزِّي في كتابه الكواكب السائرة بأعيان المنة العاشرة، إلى عائلة آل الدجاني بأنهم من العائلات الفلسطينية العريقة والأكثرها عدداً.
ويقال إنَّ فرع آل الدجاني في يافا ينحدرون من بيت دجن التي إنتقلوا منها إلى يافا في مطلع القرن التاسع عشر، وأن جد آل الدجاني هو بدر الذي يعتبر حفيده أحمد بن علي بن بدر الدجاني من كبار رجال الصوفيَّةِ، وما زال قبرُ علي بن بدر الدجاني قائماً في قرية بديا القريبة من نابلس. ومن مشاهير آل الدجاني الشيخ حسين بن الشيخ سليم بن سلامه الدجاني المولود في يافا والذي وليَ منصبَ الإفتاء في يافا عام 1202، والشيخ حسن بن الشيخ سليم المولود في يافا، وأبو رباح عبد القادر الدجاني، ويصفه بأنه من الأولياء الصالحين وهو من مواليد بلدة بيت دجن القريبة من يافا والتي تسميها بعض المراجع بيت داجون نسبة لداجون إله الحبوب عند الكنعانيين. وأبو المواهب علي بن الحسين بن سليم الدجاني وجميعهم من العلماء البارزين في عصرهم. واشتهر أبناؤها بأنهم أهل علم وفقه وإدارة, وكان شيوخ آل الدجاني يتوارثون الإفتاء في يافا حتى النكبة في عام 1948، وكان آخر مفتٍ ليافا الشيخ توفيق بن الشيخ عبد الله الدجاني وتوفي في مدينة الزرقاء بالأردن في عام 1951.
ويذكر المؤلف والباحث محمد حسن شرَّاب في كتابه معجم العشائر الفلسطينية، أن عائلة آل الدجاني بفرعيها المقدسي واليافاوي تنتسب إلى جد واحد يصلها بالحسين بن علي رضي الله عنهما، وأن الفرعين أخذا إسميهما آل الدجاني من الشيخ أحمد بن علي بن ياسين الدجاني المتوفى في عام 969، وكان أول من حمل إسم الدجاني. ويشير شرَّاب إلى أن جد عائلة آل الدجاني اليافاوية هو حسين بن سليم بن سلامة بن سليمان بن عوض بن داوود بن سليمان بن عبد الله بن محمد بن العارف الرباني أحمد بن الشيخ علي بن محمد بن يوسف بن حسن بن ياسين البدري إبن الولي السيد بدر الدين المدفون في وادي النسور في القدس، وهذه الشجرة تثبت أن جدَّ عائلة آل الدجاني اليافاوية وآل الدجاني المقدسية هو الشيخ أحمد بن علي بن ياسين الدجاني.

## أعلام عائلة الدجاني
عائلة الدجاني من العائلات المهمة في القدس، عائلة أُعطيت وتمتلك وتسيطر على منطقة قبر داوود ومعظم ارض جبل صهيون، تقدم عائلة الدجاني سلالة نسبها من بيت النبي محمد عليه السلام من الفرع الهاشمي للعائلة، وقد خرج من هذه العائلة مثقفين متدينين وأكاديميين وزعماء سياسيين، وينتمي لعائلة الدجاني العديد من الأعلام في حقول مختلفة عبر التاريخ، كما شغل عدداً من عائلة مناصبِ وزاريةِ في أكثرِ من حكومة أردنبة منهم:
- كمال جمال الدجاني، شغل منصبَ وزير الداخلية في حكومةِ الرئيس وصفي التل الأولى التي شكَّلها في تاريخ 28 كانون ثاني 1962، ثُمَّ شغل نفس المنصبَ بالإضافة لوزارة الشؤون البلدية والقروية في حكومةِ الرئيس وصفي التل الثانية التي شكَّلها في تاريخ 2 كانون اول 1962.

- الحاج علي داوود الدجاني، منصبَ وزير المواصلات - ميناء وطيران وسكك - في حكومةِ الرئيس وصفي التل الثالثة  في 1965.
- سعيد جودت الدجاني منصبَ وزير دولةٍ في تعديلٍ جرى في تاريخ 31 تموز 1965، على حكومة الرئيس وصفي التل ووزيراً للمواصلات - ميناء وطيران وسكك- وفي تعديل آخر جرى في 12 شباط 1966 وهو نفس المنصب الذي كان يشغله الحاج علي الدجاني قبل أن يستقيل من الحكومة وشغل السيد سعيد الدجاني منصبَ وزير المالية في حكومةِ الرئيس وصفي التل الرابعة، ثُمَّ شغل نفس المنصبَ بالإضافة إلى وزارة النقل في حكومةِ الشريف حسين بن ناصر المشكَّلة في 4 آذار 1967.

- نجم الدين الدجاني، شغل منصبَ وزير الصناعة والتجارة في حكومة الرئيس مضر بدران المشكّلة في عام 1976.

- رجائي الدجاني وشغل ومنصبَ وزير النقل في تعديلٍ جرى في عام 1986، على حكومة الرئيس زيد الرفاعي المشكَّلة في عام 1985، ثُمَّ أصبح وزيرَاً للداخلية في تعديلٍ آخر في عام 1986.

- محمد وفا الدجاني فنان تشكيلي ونحات.

- فؤاد إسماعيل بكر الدجاني، طبيب.

- ماجد الدجاني هوعضو الإتحاد العام للكتاب والأدباء الفلسطينيين، ولد عام 1950 في أريحا، وعمل في دائرة الأرصاد الجوية في أريحا، عمل مديراً لفرع أريحا في بنك عمان/ القاهرة، وعضو المركز الثقافي في أريحا، ونشر العديد من المقالات والقصائد في الصحف والمجلات المحلية والعربية.

- الدكتور أحمد صدقي الدجاني، كاتب ومفكر.

- الدكتور عزت الدجاني، المصرفي والمستشار المالي والإستثماري، بدأ حياته العملية في مجال الصيدلة، فكانت له مؤسسة صيدلانية بداية في لندن ثم في عمّان، استمرت لمدة 11 سنة.
- السيد صبحي طاهر الداهودي الدجاني (ابو جرير).
- حسن صفوت الدجاني.
- الدكتور محمد طاهر الدجاني، بروفيسور.
- عبد الرحمن الدجاني أول رئيس لبلدية القدس عام 1863.
- الشيخ شهاب الدين أبو العباس أحمد بن علي بن حسن بن ياسين الدجاني الشافعي: شيخ الصوفية في مدينة القدس في منتصف القرن العاشر الهجري/السادس عشر الميلادي، وهو جد عائلة الدجاني في القدس؛ سكن في زاوية ومقام النبي داود بعد أن حبّسه  السلطان سليمان خان القانوني؛ توفي في القدس ودفن في مقبرة مأمن الله غربي المدينة بجوار ضريح الشيخ أبي عبد الله القرشي في سنة 969هـ/1561.
- الشيخ عرفة بن الشيخ القطب شهاب الدين أحمد الدجاني؛ كان عبداً صالحاً خيراً عالماً عاملاً فاضلاً منقطعاً في منزله بدير صهيون بجوار ضريح نبي الله داود عليه السلام؛ سافر إلى مصر مع شقيقيه محمد ومحمود، ودرس في الأزهر الشريف واشتغل بمذهب الإمام مالك بن أنس؛ توفي في مكة المكرمة بعد أدائه فريضة الحج سنة 1003هـ/1595.
- رجائي الدجاني، وزير ومحامي فلسطيني.

## مقبرة عائلة الدجاني
علاقة العائلة بجبل صهيون بدأت عام 1549 عندما قام السلطان العثماني بتنظيم الوقف في منطقة النبي داوود ومحيطها لصالح الشيخ الصوفي شهاب الدين أحمد بن علي علاء الدين الدجاني، والعقارات المخصصة شملت: جميع العقارات المسماة دير صهيون بالقرب من قبر النبي داوود وبالقرب من الفرن التابع للدير والحدائق المحاذية للدير وبريج غزة حيث يقال أنها كانت تشاهد غزة من هذا البرج لصالح الشيخ أحمد الدجاني وأحفاده والطلاب المتصوفين إضافة إلى العديد من الأملاك والأراضي في الأراضي المقدسة وجبل الزيتون وبيتونيا وبديا ويافا والقرى بين القدس ويافا. كما توجد لعائلة دجاني ثلاثة مقابر في جبل صهيون هي:
- مقبرة لأحفاد الشيخ سليمان الثالث الدجاني الذي بنيت عام 1816 ودفن فيها وعرفت لاحقاً بإسمه وتقع على أرض مساحتها 576 متر مربع.
- مقبرة لأحفاد الشيخ أنيس الدجاني على مساحة 87 متر مربع.
- مقبرة أطفال على مساحة 15 متر مربع تسمى تربة المنسي، نسبة إلى قبر يُنسب لمحمد المنسي.[13]

وتعود أهمية المقبرة لوجود قبر النبي داوود وهو موقع مقدس لكثير من الناس وقبر الشيخ محمد المنسي، بالإضافة إلى 55 قبراً، للشيوخ الصالحين وفستقية واحدة، و6 قبور خارج سور المقبرة. وقد إستولى الإحتلال على المقبرة عندما استولوا على مقام النبي داود عام 1948، وبدأت مجموعات من المتطرفين بتدنيس القبور الإسلامية وتخريبها، وشمل التخريب إزالة شواهد القبور والبلاط إضافة لتحطيم سور المقبرة التي تقع بالقرب من قبر النبي داود. ووضع زجاجات الخمر والقمامة. حيث تم مؤخراً هدم السور الفاصل بين المقبرتين القائمتين منذ مئات السنين. ومنذ عام 1948 منعت سلطات الإحتلال دفن الموتى في المقبرة من أجل تنفيذ مخططاتهم والسيطرة على محيط المقبرة، كما إستولت على إجزاء من المقبرة لصالح إنشاء طريق لمرور المستوطنين إضافة لإغلاق غرفة حارس المقبرة للراحل صبحي الدجاني "بالطوب" وبعد محاولات طويلة الأمد في إرجاعها إلا أنها باءت بالفشل لنتفاجئ لاحقاً بإقامة حفريات أسفل المقبرة والعثور على كنيسة رومانية حيث أصبحت اليوم تعليماً للتواره للقادمين الصهاينة الجدد. بقيت المؤسسات الدينية المسيحية والإسلامية والمدنية تستنكر هذا الفعل المشين وهذا الإعتداء على الأماكن الدينة المقدسة وعلى ممتلكات الناس العامة.
وحديثاً تقوم مؤسسة الأقصى للوقف التراث تنفيذ مشروع الترميم الشامل للمقبرة الإسلامية المسمى بـ "مقبرة آل الدجاني" والواقعة في القدس القديمة بالقرب من باب الخليل، والملاصقة لمسجد النبي داوود، واستمرت تنفيذ المشروع شهراً كاملاً، وشمل المشروع أعمال تصليح وتكحيل وتنظيف وصيانة شاملة للمقبرة، ويعتبر مشروع الترميم الشامل هذا الأول من نوعه في هذا السياق منذ وقوع شرقي القدس والبلدة القديمة بالقدس تحت الإحتلال الإسرائيلي عام 1967.
وإعتبر المهندس زكي إغبارية، رئيس "مؤسسة الأقصى للوقف والتراث" هذا المشروع بالخطوة المهمة في سبيل الدفاع والحفاظ على المقدسات الإسلامية في مدينة القدس، وقد قام بالإشراف المباشر على المشروع من بدايته إلى نهايته كل من سامي رزق الله، مسؤول لجنة المقدسات في "مؤسسة الأقصى للوقف والتراث"، وعبد المجيد إغبارية.

## دورهم بالمواسم وبناء المؤسسات
ساهمت عائلة الدجاني في تحسين حياة الناس من خلال تأسيسها ومساهمتها في العديد من النشاطات مثل:
- شاركت في إحتفال موسم النبي موسى السنوي في القدس ابان الحكم العثماني، وكانوا يحملون علمين خاص بهم، علم يحمل بيرقهم والأخر يحمل رمز مقام النبي داوود.[18]

- عملت على تأسيس النادي الرياضي الدجاني سنة 1942، والذي تأسس كمنتدي اجتماعي - عائلي في بداية العشرينيات وفي الثلاثينيات تحول إلى ناد رياضي سنة 1942. كان للنادي فريق كرة قدم يشارك في المنافسات الوطنية الفلسطينية. في آذار 1945 حضر إلى فلسطين منتخب الجيش الفرنسي وتبارى مع فرق عديدة من الأندية العربية مثل النادي الأرثودكسي والدجاني وجمعية الشبان المسيحية في القدس، وكان الكأس الذي قدم لبطولة منطقة القدس في كرة القدم مقدماً من بلدية يافا بين النادي الرياضي الدجاني ونادي الاتحاد القروي.

- أسست في عام 1918 (منتدى آل الدجاني) ليساهم مع الجمعيات والمنتديات الفلسطينية العربية الأخرى في مواجهة الخطر الصهيوني على فلسطين.
- مستشفى الدجاني الخصوصي الّذي أسّسه فؤاد إسماعيل الدجاني عام 1933.[19] [20]
- مستشفى الدجاني للجراحة النسائية والتوليد.[21]

## نساء عائلة الدجاني
- سعادة فوزي خليل كمال الدجاني - أول إمرأة قاضية في المحكمة العليا والدستورية في فلسطين فكانت أول محامية في فلسطين، وأول وكيلة نيابة.
- ربيحة الدجاني، هي أول إمراة عربية عملت مذيعة في إذاعة هنا القدس.
- رنا الدجاني، عالمة متخصصة في بيولوجيا الخلية.[22]
- ماهرة الدجاني، هي من أوائل النساء اللواتي قمن بقيادة تأسيس الكشافة والمرشدات في العالم العربي.[23]
- رشيدة الدجاني.

## قصة فندق الإمبريال
يطل فندق الإمبريال على ساحة عمر بن الخطاب، وقد بني الفندق عام 1893 وقد إستاجرته عائلة الدجاني من الكنيسة الأرثذوكسيّة منذ عام 1949، وهو مكوّن من أربعين غرفة. ويقع الفندق على مساحة 1800 متر مربّع، ويديره وليد الدجاني منذ عام 1997، ويؤكد أن عائلته متمسّكة به نظراً إلى مكانته وعراقته وموقعه في قلب القدس القديمة، وهو لا يقلّ أهميّة عن الحرم القدسيّ وكنيسة القيامة. يقول وليد الدجاني: "إذا استولى المستوطنون على ساحة عمر بن الخطاب فهذا يعني أنهم استولوا عملياً على البلدة القديمة"، لافتا إلى أن ذلك يهدد الوجود المسيحي والإسلامي. وبات في مهب الإستيلاء والتهويد عقب رفض محكمة الإحتلال العليا الإستئناف المقدم من بطريركية الروم الأرثوذكس، مؤكدة أن فندقي الإمبريال، وبترا، وبيت المعظمية أملاكاً لجمعية عطيرت كوهنيم، وأنه لا حاجة لإعادة المحاكمة. ويستعد الدجاني للدخول في معركة قضائية ضد المستوطنين، قائلا "أصبحت حجارة فندق إمبريال وفندق البترا وبيت العظمية بيد المستوطنين بشكل نهائي على ضوء قرار المحكمة"، منوهاً أن المستوطنين بعثوا له طلب لإخلاء الفندق. وقد تعرض الدجاني خلال السنوات الماضية لمضايقات لا تعد ولا تحصى من المستوطنين، الذين ضغطوا بكل الوسائل المادية والنفسية لترحيله من الفندق، لكنه يتمسك بحقه في المبنى الذي تربى وكبر وعمل به طيلة حياته.
يعد قرار محكمة الإحتلال العليا خطوة إضافية في تهويد منطقة باب الخليل في القدس المحتلة، التي تعد أحد أهم المناطق الحيوية في البلدة القديمة في المدينة المقدسة، وأن مشكلة باب الخليل كبيرة تحتاج إلى تدخل دولي وإقليمي. ولفت الدجاني أن مخطط الإستيلاء على عقارات باب الخليل حلم انتظروه المستوطنون منذ ألفي عام كما أعلنوا ذلك، وإذا ما تم لهم ذلك فهم سيسرقون روح القدس، فباب الخليل وساحة عمر بن الخطاب هما روح القدس والبلدة القديمة.

## هدم منازل عائلة الدجاني
يستمر الإحتلال بملاحقة ومضايقة عائلة الدجاني ليبعدها تماماً عن مدينة القدس فقد شرع الإحتلال بعملية هدم قسري جديدة في بلدة الطور، تشرد على إثرها 14 فرداً من عائلة الدجاني وأصبحوا ضحايا جديدة لسياسات الإحتلال التهجيرية، بعد أن أجبرتهم سلطات الإحتلال على هدم منزلهم قسرياً أو دفع تكاليفٍ باهظة مقابل الهدم. وقال أحد أفراد العائلة صهيب الدجاني: "تسلمنا  قرار إخطار من سلطات الاحتلال بأنهم سيقومون بهدم المنزل يوم الأحد المقبل، أو نقوم بهدمه بأيدينا قسرياً، وأخذنا هذا القرار. لأن الإحتلال سيطالبنا بدفع تكاليفٍ باهظة جداً تتراوح بين 150- 200 ألف شيقل". حجة الإحتلال عندما يطالب المقدسيين بهدم منازلهم قسرياً هو عدم الترخيص، وتابع الدجاني "سلطات الإحتلال تمتلك قانوناً في حال أراد أي فرد الحصول على ترخيص بناء لمنزله، وهذا القانون يستغرق سنوات طويلة ويكلف ملايين حتى يحصل عليه الفرد المقدسي، وهذا إذا استطاع الحصول عليه".